# Covenant (Stargate SG-1)
Covenant (Convenio) es el octavo episodio de la octava temporada de la serie de televisión de ciencia ficción Stargate SG-1. Corresponde al episodio Nº 162 de la serie.

## Trama
Alec Colson, un reconocido emprendedor aeroespacial anuncia al mundo que él posee evidencia de vida extraterrestre, y que ha sido constantemente encubierta por los gobiernos del planeta. Colson expone sucesos como la destrucción de una flota estadounidense a causa de una supuesta lluvia de meteoritos hace unos meses, entre otros. Todo parece ser simplemente un alarde de Colson hasta que él muestra a un real Asgard, durante una conferencia de prensa. Ante tamaña evidencia, SG-1 investiga y descubre que la compañía de Colson fue una de las muchas tecno empresas que el Comando Stargate contrato para trabajar en ingeniería inversa sobre tecnología alienígena, y él fue un miembro clave en la producción de cazas F-302. Como parte de los esfuerzos del CSG para ayudar a solucionar el problema de clonación Asgard, se le entregó a unas de las compañías subsidiarias bajo la dirección de Colson una muestra de ADN Asgard para que trabajaran, pero sin decirles su origen. Después de realizar el proceso para el SGC, la compañía procedió a clonar secretamente un Asgard, el cual fue presentado entonces en la conferencia.
Mientras el gobierno discute que hacer al respecto, Thor llega a la Tierra para prestar su ayuda. Es así como, buscando desacreditar a Colson, durante una entrevista con Julia Donovan, la Tte. Coronel Carter presenta un holograma de Thor, quien simula ser parte de "Quimera", un programa de tecnología holográfica desarrollado por el ejército. Aun así, Colson no parece mostrar indicios de ceder.
Más adelante, Colson está examinando información relacionada al ataque de Anubis a la Tierra cuando repentinamente el clon Asgard, todo el equipamiento de clonación, y el mismo Colson son teletransportados del lugar, para sorpresa de su equipo asesor. Él aparece en el Comando Stargate, junto a Thor, quien luego se marcha llevándose el cuerpo clonado. Carter entonces le revela la verdad sobre el Programa Stargate, llevándolo incluso al nuevo Sitio Alfa y volando allí con él un F-302, esperando que comprenda porque debe mantenerse el secreto. Sin embargo, esto no resulta y Colson se muestra más decidido a contar la verdad.
No obstante, a su regreso a la Tierra, las noticias anuncian ciertas irregularidades en la empresa de Colson que la están llevando a la bancarrota y a enfrentar severos problemas legales. Colson va a hablar con Brian, uno de sus mejores amigos, sobre esto, y éste finalmente le revela que una organización conocida como "Trust", lo estuvieron amenazando, y lo obligaron a provocar el problema en la compañía. Incluso es probable que ellos sean los responsables de un previo intento de sabotaje a un avión donde Colson viajaba. 
De vuelta en CSG, Carter está comentando al resto sobre un plan para demostrar con ayuda del amigo de Colson, que el Trust ocasionó los problemas en la empresa, cuando O’Neill recibe una llamada; Brian aparentemente se "suicido". Al saber esto, Carter va a ver a Colson, quien está bastante afectado por la muerte de su amigo y por el hecho de que ira a la cárcel. Sin embargo, ella logra convencerlo de que se refugie en el Sitio Alfa para su protección, a pesar de que él desea que un día se sepa la verdad.

## Artistas invitados
- Charles Shaughnessy como Alec Colson.
- Tom O'Brien como Brian Vogle.
- Kendall Cross como Julia Donovan.
- Morris Chapdelaine como titiritero del Asgard de Colson.
- Paul Hoosen como titiritero del Asgard de Colson.
- Todd Masters como titiritero del Asgard de Colson.
- Brad Proctor como titiritero del Asgard de Colson.
- George Grove como titiritero de Thor.
- Nicholas Podbrey como titiritero de Thor.
- Chris Sheilds como el Capitán Mike Sheffield.
- Ingrid Torrance como Empleada.
- Gary Jones como Walter Harriman.
- Michael Shanks como voz de Thor.